# Баошич, Йован
Йован Баошич (черног. Јован Баошић; 7 июля 1995, Биело-Поле, Союзная Республика Югославия) — черногорский футболист, защитник клуба «Морнар».

## Карьера

### Клубная карьера
Йован в возрасте 15 лет переехал с семьёй в Будву и присоединился к юношеской команде «Могрена».
9 мая 2012 года защитник дебютировал в Первой лиге Черногории, выйдя на замену во встрече с «Ловченом». За 4 сезона Баошич принял участие в 38 матчах чемпионата и летом 2015 года перешёл в «Ягодину».
2 августа 2015 года защитник провёл первый матч за сербскую команду против «Металаца».

### В сборной
Йован принимал участие в Летних юношеских Олимпийских играх 2010. Защитник провёл 4 матча, отметился 1 забитым мячом, сравняв счёт в матче за 3-е место сос сборной Сингапура.
Баошич в составе юношеской сборной Черногории (до 17 лет) принимал участие во встречах квалификационного раунда к Чемпионату Европы в Словении. Защитник сыграл в 3 встречах.
Также Кордич принимал участие в отборе к юношескому чемпионату Европы в Венгрии.